# Tourailles-sous-Bois
Tourailles-sous-Bois is een plaats en voormalige gemeente in het Franse departement Meuse in de regio Grand Est en maakt deel uit van het arrondissement Commercy.
Tot 1 januari 1973 was Tourailles-sous-Bois een zelfstandige gemeente. Op die dag werd het samen met Luméville-en-Ornois opgenomen in de gemeente Gondrecourt-le-Château. De plaatsen worden echter door de gemeente Horville-en-Ornois afgescheiden van de rest van de gemeente.
Gondrecourt-le-Château · Luméville-en-Ornois · Tourailles-sous-Bois